# Niña Pastori
Niña Pastori de son vrai nom, María Rosa García García (San Fernando, Cadix, 15 janvier 1978) est une chanteuse espagnole de flamenco.

## Biographie
Petite fille de la chanteuse  de flamenco Inés "la del Pelao", elle a reçu l'influence de Camarón de la Isla et a figuré parmi les chanteurs les plus puristes et les plus innovateurs du flamenco. Grâce à Alejandro Sanz, elle édite son premier disque. Son album de 2006, Joyas prestadas, reprend à sa manière des chansons du répertoire de Joan Manuel Serrat, Alejandro Sanz, Maná,  Juan Luis Guerra, Antonio Machín, Manolo García, Luz Casal, Armando Manzanero, Los Chichos ou Marife de Triana.
Depuis décembre 2002, elle est l'épouse du percussionniste de flamenco Julio Jiménez Borja, alias Chaboli qui est également son coproducteur dans la plupart de ses albums. Niña Pastori donne naissance à sa première fille, Pastora, en juillet 2008. Le 8 juillet 2012 elle donne naissance à sa deuxième fille María.
Elle fait partie de la distribution de Flamenco, Flamenco, film espagnol réalisé par Carlos Saura, sorti en 2010.

## Discographie
- Entre dos puertos, 1996
- Eres luz, 1998
- ' 'Cañaílla, 2000
- María, 2002
- No hay quinto malo, 2005
- Joyas prestadas, 2006
- Joyas propias, 2007
- Esperando verte, 2009
- La orilla de mi pelo, 2011
- La raiz de mi tierra, 2014 (lila downs y soledad pastorutti)
- Amame como soy, 2015
- Bajo tus alas, 2018
- Camino, 2023

## Divers
Elle chante une version du Ave Maria de Franz Schubert en 2003 à l'occasion de la visite du souverain pontife Jean-Paul II à Madrid. Cette version sera reproduite dans une réédition de l'album intitulé María sorti en 2006.

## Article principal
- Flamenco